# Samtgemeinde Wathlingen
La comunità amministrativa di Wathlingen (Samtgemeinde Wathlingen) si trova nel circondario di Celle nella Bassa Sassonia, in Germania.

## Suddivisione
Comprende 3 comuni:
1. Adelheidsdorf
2. Nienhagen
3. Wathlingen

Il capoluogo è Wathlingen.